# Liste des orgues d'Île-de-France (hors Paris) classés dans la base Palissy des monuments historiques

## Méthodologie
Cette liste prend en compte les orgues d'Île-de-France classés uniquement, au titre objet ou immeuble, que ce soit pour leur buffet ou leur partie instrumentale et répertoriés dans la base Palissy des Monuments historiques de France. La section Reprises recense les modifications les plus importantes. Dans certains cas le classement du buffet intègre également la tribune. À défaut de précision, le classement est réputé acquis au titre objet (cas le plus fréquent) mais les initiales I.D. signifient au titre Immeuble par Destination et I. au titre Immeuble.

## Liste

### Essonne,Hauts-de-Seine,Seine-et-Marne,Val-de-Marne
| Localisation                                     | Construction | Reprises                                      | Buffet                                        | Instrument                    | Illustration |
| ------------------------------------------------ | --- | --------------------------------------------- | --------------------------------------------- | ----------------------------- | ------------ |
| Bassevelle, Sainte-Croix                         | Vilcoq (menuisier ou facteur ?) 1788, restauré J.F. Muno 2005 |                                               |                                               | Notice no PM77000091          |              |
| Brie-Comte-Robert, Saint-Étienne                 | Pierre Le Pescheur 1629, reconstruit Antoine Somer 1770, puis Adrien l'Épine 1773, démonté & vendu 1866, seules subsistent soufflerie & façade Positif, complété Anneessens 1903 avec grand-corps neuf     | G.O. seul reconstruit Ervin Müller 1974       |                                               | Notice no PM77002119          |              |
| Charenton-le-Pont, St-Pierre                     | Aristide Cavaillé-Coll 1890, modifié Jean Reinburg 1941 | Restauré Adrien Maciet 1988                   |                                               | Notice no PM94000043          |              |
| Clichy, St-Vincent-de-Paul                       | Eugène & John Albert Abbey (frères) pour l'exposition universelle de 1900 à Paris,transféré 1905 | Restauré Bernard Raupp 1999                   |                                               | Notice no PM92000047          |              |
| Corbeil-Essonnes, cathédrale St Spire            | Reconstruit Erwin Müller 1984 dans buffet débuté Germain Pilon 1657, fini Nicolas Rimbert 1659 pour orgue de Guy Joly                                                                                      |                                               | Notice no PM91000116                          |                               |              |
| Courbevoie, Bécon les Bruyères, St-Maurice       | Aristide Cavaillé-Coll 1865 pour marquis de Lambertye, transféré & restauré Charles Mutin 1912, modifié Jean Jonet 1976                                                                                    | Restauré Laurent Plet & Denis Lacorre 2013    |                                               | Notice no PM92000053          |              |
| Dammartin-en-Goële, collégiale Notre-Dame        | Simon-Pierre Miocque 1770 (ne restent que le double buffet et ses tuyaux de Montre) |                                               | Notice no PM77001915 I.                       |                               |              |
| Dourdan, Saint-Germain                           | Goydadin (ou Goyadin)1872, restauré Philippe Emeriau 1982 |                                               |                                               | Notice no PM91000138          |              |
| Étampes, collégiale Notre-Dame-du-Fort           | buffet Renaissance 1587 de Sainte-Croix d'Étampes, réparé & augmenté François Thierry 1708, relevé Louis-Paul Dallery1827, modifié Marie Antoine Louis Suret 1844                                          | Restauration J.L. Boisseau & B. Cattiaux 1987 | Notice no PM91000184                          | Notice no PM91000183          |              |
| Étampes, Saint-Basile                            | Marie Antoine Louis Suret1851,restauré J.L.Boisseau & B.Cattiaux1987 |                                               | Notice no PM91000188                          | Notice no PM91000191          |              |
| Fontainebleau, chapelle de la Trinité du château | François-Henri Clicquot 1772, reconstruit Alfred Kern 1967 | Relevé Yves Fossaert 1994                     |                                               | Notice no PM77002259          |              |
| La Ferté-Alais, Notre-Dame-de-l’Assomption       | Anonyme offert par Mr Bourgeois & installé 1858 dans buffet et tribune 17e siècle de l'abbaye de Villiers-aux-Nonnains                                                                                     | Remplacé par orgue numérique 2011             | Notice no PM91000216 + tribune                |                               |              |
| Le Mesnil-Amelot, Saint-Martin                   | Grand-corps anonyme 1637, Positif Hippolyte Ducastel 1675, reconstruit Jean Jonet 1960 | Refait J.L.Boisseau & B.Cattiaux 1989         | Notice no PM77001128                          |                               |              |
| Limours, Saint-Pierre                            | Damiens Louis & Robert (frères) 1865, muet depuis 1991 | Projet restauration                           |                                               | Notice no PM91000427          |              |
| Maisons-Alfort, Saint-Rémi                       | Anonyme 1779, réparé Emmanuel Galon 1823 | Restauré Yves Kœnig 1976                      |                                               | Notice no PM94000112          |              |
| Meaux, cathédrale Saint-Étienne                  | Valéran de Héman 1627, modifié X fois: François-Henri Clicquot 1770 , 3 générations de Dallery, reconstruit Victor Gonzalez 1934                                                                           | Restauré et agrandi Georges Danion 1980       | Notice no PM77001927 I.                       |                               |              |
| Melun, collégiale Notre-Dame                     | Aristide Cavaillé-Coll 1851 pour la cantatrice Pauline Viardot qui le cède en 1884 à N.D.de Melun, modifié Charles Mutin 1896, Duputel 1912, Paul-Marie Koenig 1955, Jean Jonet 1966                       | Jean-Claude Alcouffe 1983                     |                                               | Notice no PM77001119          |              |
| Meudon, maison de Marcel Dupré                   | Charles Mutin1899 pour Alexandre Guilmant,transféré&restauré chez Dupré1926, agrandi Joseph Beuchet (directeur Mutin - Cavaillé-Coll) 1932                                                                 | Restauration étudiée                          |                                               | Notice no PM92000270          |              |
| Mitry-Mory, Saint-Martin                         | Débuté 1641 Louis & Jehan de Héman, achevé 1651 Pierre Desenclos & Jacques Lefebvre, restauré François-Henri Clicquot 1750, reconstruit François Dallery 1813, Joseph Merklin 1876                         | Restauré Théo Haerpfer 1981                   | Notice no PM77001134 Germain Pilon            | Notice no PM77001137          |              |
| Moret-sur-Loing, Notre-Dame                      | François Ducastel 1664 dans buffet vers 1540, relevé Alexandre LAURENT 1690, buffet restauré Creuzot 1969                                                                                                  | Reconstitué Michel Giroud 2001                | Notice no PM77001933 + tribune I., liste 1840 |                               |              |
| Nemours, Saint-Jean-Baptiste                     | Pierre Desenclos & Jacques Lefebvre 1653, réparé François Thierry 1703, ajout Positif Nicolas Collard 1744, ajout Pédale François Callinet, restauré Pierre-Alexandre Ducroquet 1849, Victor Gonzalez 1933 | Restauré Yves Kœnig 1988                      | Notice no PM77001283                          | Notice no PM77001277          |              |
| Nogent-sur-Marne, Pavillon Baltard               | Hill, Nordmann & Beard 1930, orgue "Christie" du cinéma Gaumont-Palace, remonté Bernard Dargassies 1976 |                                               | sans buffet                                   | Notice no PM94000132          |              |
| Provins, Saint-Ayoul                             | Anonyme 1777 abbaye cistercienne Notre-Dame de Jouy-le-Châtel, transféré 1792 Friquet, relevé Lamaque 1803                                                                                                 | Restauré Benoist & Sarélot 1982               | Notice no PM77001407                          | Notice no PM77001389          |              |
| Rozay-en-Brie, Notre-Dame-de-la-Nativité         | Anonyme 1690, refaits: Pos. François Deslandes 1723, G.O. Nicolas Collard ou L. A. Clicquot 1737, restauré Gabriel d'Alençon 1933                                                                          | Restauré Yves Cabourdin 1996                  | Notice no PM77001502                          | Notice no PM77001503          |              |
| Rueil-Malmaison, Saint-Pierre & Saint-Paul       | Aristide Cavaillé-Coll 1864 dans buffet fin 16e, début 17e, offert par Napoléon III, venant de la basilique Santa Maria Novella de Florence                                                                |                                               | Notice no PM92000109                          |                               | PHOTO        |
| Villejuif, Saint-Cyr-Sainte-Julitte              | Hippolyte Loret 1866, réparé X fois Adrien & Salomon van Bever 1883-90, augmenté Gabriel Cavaillé-Coll (fils d'Aristide) 1893                                                                              |                                               | Notice no PM94000321 Inscrit                  | Notice no PM94000321 Immeuble |              |
| Vincennes, Notre-Dame                            | Edouard & Eugène Stoltz (frères) 1865, réparé Aristide Cavaillé-Coll |                                               |                                               | Notice no PM94000280          |              |
| Vitry-sur-Seine, St-Germain                      | Edouard & Eugène Stoltz (frères) 1878 |                                               |                                               | Notice no PM94000393          |              |

### Seine-Saint-Denis,Val-d'Oise,Yvelines
| Localisation                                              | Construction | Reprises                                                    | Buffet                                       | Instrument           | Illustration |
| --------------------------------------------------------- | --- | ----------------------------------------------------------- | -------------------------------------------- | -------------------- | ------------ |
| Asnières-sur-Oise, abbaye de Royaumont                    | Aristide Cavaillé-Coll 1865 pour Mr Maracci à Cologny, transféré sans buffet Victor Gonzalez 1937, restauré Georges Danion 1968                                                                                             | Restauré Laurent Plet & Yves Kœnig 2006                     |                                              | Notice no PM95000039 |              |
| Aubervilliers, Notre-Dame-des-Vertus                      | Pierre Dallery 1780 (réemploi grand-corps 1630), modifié Louis-Eugène Rochesson 1939 | Restau.Robert Chauvin, Benoist & Sarélot, 1990              |                                              | Notice no PM93000002 |              |
| Écouen, château                                           | Aristide Cavaillé-Coll 1852, relevé Paul-Marie Kœnig 1945 | Restauré J.F. Muno 2013                                     |                                              | Notice no PM95000220 |              |
| Fontenay-en-Parisis, Saint-Aquilin                        | Grand-corps 1620-40, Positif vers 1720, en ruine: plus de tuyaux et quelques restes du mécanisme |                                                             | Notice no PM95000251                         | Notice no PM95001104 |              |
| Gonesse, Saints Pierre & Paul                             | Eugène & John-Albert Abbey (frères) 1884 dans Grand-Corps 1508 & Positif+ garde-corps 1680; réparé Jean Jonet 1966 | Relevé Marc Hédelin 2008                                    | Notice no PM95000285 I.+ tribune, liste 1862 |                      |              |
| Houdan, St Jacques & St Christophe                        | Louis-Alexandre Clicquot 1739, restauré Robert & Jean-Loup Boisseau 1972 | Relevé J.L.Boisseau & B.Cattiaux 1994                       | Notice no PM78000791 I.D. liste 1840         | Notice no PM78001272 |              |
| Limay, Saint-Aubin                                        | John Abbey 1843, restauré Claude Berger 2009 |                                                             |                                              | Notice no PM78000267 |              |
| Le Pecq, St-Wandrille                                     | Eugène & John-Albert Abbey 1862 |                                                             |                                              | Notice no PM78000435 |              |
| Magny-en-Vexin, Notre-Dame-de-la-Nativité                 | Guy Joly 1662, reconstruit Bonneau & Béasse 1894 | Entretien Claude Jaccard                                    | Notice no PM95000415                         |                      |              |
| Marines, Saint-Rémi                                       | John Abbey 1833 | Restauré Bernard Raupp 1989                                 |                                              | Notice no PM95000426 |              |
| Pontoise, cathédrale St-Maclou                            | Julien Tribuot 1720; modifié F.H.Clicquot 1784, François Dallery 1807, Daublaine Callinet 1843, A.Cavaillé-Coll 1877; agrandi V.Gonzalez 1932                                                                               | Reconstruit Georges Danion 1980                             | Notice no PM95000524 Michel Pellet           |                      |              |
| Pontoise, Notre-Dame                                      | Pierre Thierry 1640 Hôtel-Dieu de Pontoise, transféré François Dallery 1816, modifié Aristide Cavaillé-Coll 1836, refait Charles Anneessens 1895, restauré Louis-Eugène Rochesson 1945                                      | Muet                                                        | Notice no PM95000532 Nicolas Duchatel        |                      |              |
| Saint-Denis, basilique, Orgue de la basilique Saint-Denis | Aristide, son père Dominique et son frère aîné Vincent, Cavaillé-Coll 1841, restauré Charles Mutin 1901, Bernard Dargassies 1988,                                                                                           | harmonisé Boisseau & Cattiaux 1988                          | Notice no PM93000478                         | Notice no PM93000205 |              |
| Saint-Denis, Saint-Denys-de-l'Estrée                      | Joseph Merklin & Friedrich Schütze 1870 |                                                             |                                              | Notice no PM93000296 |              |
| Saint-Germain-en-Laye, couvent des Loges                  | Aristide Cavaillé-Coll 1850-60 |                                                             |                                              | Notice no PM78000540 |              |
| Saint-Germain-en-Laye, Saint-Germain, chœur               | Aristide Cavaillé-Coll 1889 |                                                             |                                              | Notice no PM78000541 |              |
| Saint-Germain-en-Laye, Saint-Germain, tribune             | Charles Mutin 1903 dans buffet très élargi d'Alexandre Thierry 1698, la Montre étant de la précédente reconstruction par Aristide Cavaillé-Coll                                                                             | Restauré Haerpfer-Erman 1967 puis 1990                      | Notice no PM78000532                         | Notice no PM78000542 |              |
| Saint-Germain-en-Laye, chapelle Saint-Louis               | Charles Mutin 1902, couvent des Franciscaines |                                                             |                                              | Notice no PM78000543 |              |
| Saint-Leu-la-Forêt, Saint-Leu-Saint-Gilles                | Aristide Cavaillé-Coll offert 1869 par Napoléon III, relevé Beuchet-Debierre 1951 | Restauré Jean-Georges Kœnig1983                             |                                              | Notice no PM95000638 |              |
| Santeuil, Saints Pierre & Paul                            | orgue à 17 cylindres François-Goëry Dumont de Mirecourt avant 1819 | tuyaux métal perdus                                         |                                              | Notice no PM95001112 |              |
| Taverny, Notre-Dame-de-l'Assomption                       | Eugène & John-Albert Abbey 1895 dans buffet 16e siècle | Relevé Jean Jonet 1970                                      | Notice no PM95001114                         |                      |              |
| Versailles, cathédrale Saint-Louis, chœur                 | John Abbey 1837, modifié Aristide Cavaillé-Coll 1863 | Restauré Gildas Ménoret 2001                                |                                              | Notice no PM78000808 |              |
| Versailles, cathédrale Saint-Louis, tribune               | Débuté Louis-Alexandre Clicquot 1759, achevé François-Henri Clicquot 1761, réparé Louis-Paul Dallery 1829, modifié Aristide Cavaillé-Coll 1863                                                                              | Restauré Théo Haerpfer 1989                                 | Notice no PM78000801 I.D.                    | Notice no PM78000745 |              |
| Versailles, Palais de Versailles, cabinet                 | Nicolas Somer 1753, déplacé à St Sulpice à Paris 1804, restauré A.Cavaillé-Coll 1867, retour à Versailles 1968. | Restauré et exposé grand salon de Mme Adélaïde depuis 2010. | Notice no PM78000762 cabinet d'orgues        |                      |              |
| Versailles, chapelle royale du château, tribune           | Débuté Étienne Enocq & Robert Clicquot 1679, placé R.Clicquot & Julien Tribuot 1711; modifié: L. A. Clicquot 1739, F.H.Clicquot 1762, François Dallery 1817; reconstruit: Aristide Cavaillé-Coll 1873, Victor Gonzalez 1963 | Refait J.L.Boisseau & B.Cattiaux 1995                       | Notice no PM78000806 I. liste 1862           |                      |              |
| Versailles, ancien Hôpital Richaud                        | John Abbey 1842, restauré Henri Saby 1997, remisé depuis aux Archives Départementales |                                                             |                                              | Notice no PM78000864 |              |
| Versailles, Notre-Dame                                    | Joseph Merklin 1868, buffet 1687 d'Antoine Rivet pour l'orgue de Julien Tribuot; restauré Victor Gonzalez1948; modifié 1970 Erwin Müller & réharmonisé Adrien Maciet                                                        | Relevé Adrien Maciet 1989                                   | Notice no PM78000654                         |                      |              |
| Villiers-le-Bel, Saint-Didier                             | Anonyme 1664 (G.O.), modifié Claude Deschamps 1751 & 60, agrandi (Positif) Deschamps fils 1789, réparé Louis Somer 1794 | Restauré Pascal Quoirin 1982                                | Notice no PM95001116                         | Notice no PM95000915 |              |

## Source
- Base Palissy des Monuments historiques de France